# Чадвікс (Нью-Йорк)
Чадвікс (англ. Chadwicks) — переписна місцевість (CDP) в США, в окрузі Онейда штату Нью-Йорк. Населення — 1291 особа (2020).

## Географія
Чадвікс розташований за координатами 43°1′45″ пн. ш. 75°16′16″ зх. д. / 43.02917° пн. ш. 75.27111° зх. д. (43.029195, -75.270992).  За даними Бюро перепису населення США в 2010 році переписна місцевість мала площу 3,44 км², уся площа — суходіл.

## Демографія
Згідно з переписом 2010 року, у переписній місцевості мешкало 1506 осіб у 611 домогосподарстві у складі 391 родини. Густота населення становила 438 осіб/км².  Було 662 помешкання (193/км²).
Расовий склад населення:
| - 96,9 % — білих - 0,9 % — чорних або афроамериканців - 0,6 % — азіатів - 0,3 % — корінних американців |

До двох чи більше рас належало 1,0 %. Частка іспаномовних становила 3,7 % від усіх жителів.
За віковим діапазоном населення розподілялося таким чином: 24,2 % — особи молодші 18 років, 61,5 % — особи у віці 18—64 років, 14,3 % — особи у віці 65 років та старші. Медіана віку мешканця становила 37,3 року. На 100 осіб жіночої статі у переписній місцевості припадало 92,8 чоловіків;  на 100 жінок у віці від 18 років та старших — 90,5 чоловіків також старших 18 років.
Середній дохід на одне домашнє господарство  становив 44 286 доларів США (медіана — 37 833), а середній дохід на одну сім'ю — 48 392 долари (медіана — 41 317). За межею бідності перебувало 8,6 % осіб, у тому числі 14,9 % дітей у віці до 18 років та 0,0 % осіб у віці 65 років та старших.
Цивільне працевлаштоване населення становило 777 осіб. Основні галузі зайнятості: освіта, охорона здоров'я та соціальна допомога — 27,4 %, роздрібна торгівля — 18,1 %, мистецтво, розваги та відпочинок — 12,2 %, фінанси, страхування та нерухомість — 11,3 %.